# Ydei lány

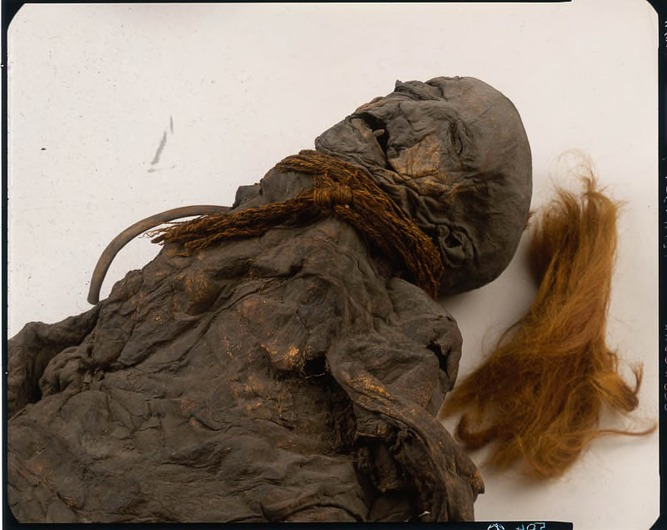
Az ydei lány

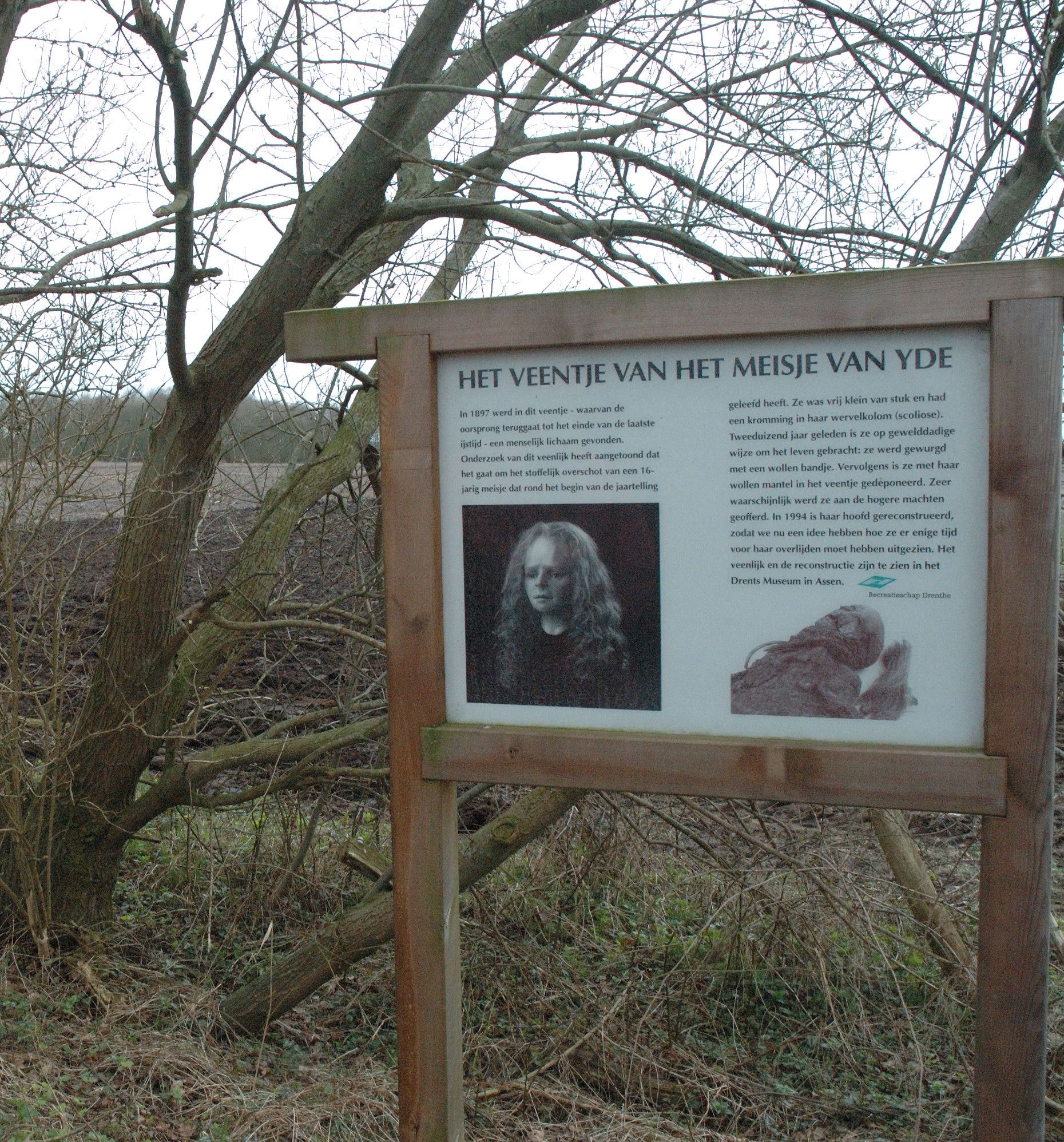
Az ydei lány megtalálásának helye

Az ydei lány (hollandul: Meisje van Yde) a hollandiai Assen melletti Stijfveen lápban, Yde falu közelében, 1897. május 12-én talált természetes múmia. A 16 év körüli lányt Kr. e. 54 és Kr. u. 128 között, bűncselekmény során vagy áldozatként egy övvel a lápba fojtották. Testmagassága alig haladta meg a 140 centimétert – korához képest azért volt ilyen alacsony, mert gerincoszlopa növekedés közben rendellenesen meggörbült. A lány múmiája az asseni Drents Múzeumban látható.

## A lelet
Bár a lápvíz a benne elbomló növények miatt felszabaduló cserzőanyagok és huminsavak révén természetes módon mumifikálta a holttestet, a tetem mégsem maradt épségben. A testet kiemeléskor akaratlanul félbevágták és a fej jobb oldalát könnyebben megsértették. A mocsárban talált múmia bőre kékesre színeződött, szája nyitva volt, fogai kilátszottak. A tetem vörösesszőke hosszú haját a koponya jobb oldalán leborotválták. A nyak, a vállak és az egész felsőtest egyben maradt; a karok és a lábak hiányos állapotban konzerválódtak (a kéz minden ujja, a hüvelykujjon a köröm is, a lábujjak szintén, néhol körömmel együtt mumifikálódtak). Az egyik combcsont és néhány további csont a test közelében feküdt.
Az ydei múmiát az akkori asseni múzeumigazgató irányításával kiemelték a lápból, és további vizsgálatokra Leidenbe, Dr. W. Pleyte régészhez szállították.

## Vizsgálati eredmények

### Test
Az antropológiai vizsgálat során megállapították, hogy a lány 16 éves lehetett és 140 centiméter magas. A fejen maradt haj 21 centiméteres; az elektronmikroszkópos hajpigment vizsgálat eredményeként eredetileg szőke. Csigolyái aszimmetrikusak voltak, és gerincfelépítése alapján biztos, hogy nem tudott sem szaladni, sem egyenesen állni. Lábcsontjai is deformáltak voltak, jobb lába befelé görbült. Bal kulcscsontja törött volt.

### Kora
Ritkán derül fény arra, hogy a lápi holttestek mikor kerültek a mocsárba. A testek mellett talált tárgyakból, ruhafoszlányokból vagy a hajviseletből szinte semmit sem lehet megállapítani. A kutatók általában a szénizotópos vizsgálattal dolgoznak, ez adja a legpontosabb eredményt.
Megtalálásakor a lány tetemét 200-400 évesre becsülték, majd az 1955-ben elvégzett pollenanalízis alapján 200 és 500 közöttre módosították halálának időpontját. Az 1988-ban bőrszövet-mintán végzett C-14-es vizsgálat még korábbra, Kr. e. 54 és Kr. u. 128 közöttire tette a halál időpontját. 1994-ben egy ismételt – hat szövet- és egy hajmintán végzett – szénizotópos és spektrométeres (AMS) vizsgálat eredményeként a halál időpontját még precízebben, Kr. e. 50 és Kr. u. 40-ben állapították meg.
A lány múmiáját Richard Neave, a Manchesteri Egyetem kutatója tette ismertté azzal, hogy miután 1993-ban anatómiailag és történelmileg is átvizsgálta a testet, a modern kriminálpatológiai eszközök felhasználásával rekonstruálta külsejét. Az ydei lány lápi múmiája és rekonstruált alakja az asseni Drents Múzeumban látható.

### Textíliák
A láp jól tartósítja a gyapjúból vagy vászonból készült ruhadarabokat. A balesetben elsüllyedt emberek nadrágjai, kabátjai, cipői, sőt gyapjúsapkái is sok esetben, jó állapotban konzerválódtak, ugyanakkor a gyilkosságok áldozatait és a kivégzetteket általában meztelenül dobták a mocsárba.
Az ydei múmia azért érdekes, mert a lányt megfojtották, de testét gyapjúkabátba burkolták. Nyaka köré háromszorosan egy övet tekertek, amelyet a bal füle alatt megkötöttek. Az ydei lány nyakán talált öv eredetileg 215-220 centiméter hosszú és 4 cm széles lehetett. Ebből a múmia nyakára tekerve 125 cm épen maradt. Két nagyobb darab megmaradt a lány gyapjúkabátjából is, amelyen többszörös javítási nyomok láthatóak; eredetileg világos alapszínű volt, és barna sávokkal díszítették.

### Halála
A lány halálát teljes bizonyossággal a nyakára tekert öv okozta. Azt, hogy valamely rossz cselekedete miatti büntetés, vagy emberáldozat miatt fojtották meg, nem lehet kideríteni. A kulcscsontsérülés és a félig leborotvált haj rituális gyilkosság nyomaiként is értelmezhető, így meglehet, hogy testi rendellenessége miatt megbélyegzettnek tartották, és ezért ölték meg.

## Külső hivatkozások
- Yde girl at the Drents Museum (hollandul)
- Yde Girl - as discovered and facial reconstruction at James M. Deem's Mummy Tombs site. (angolul)
- National Geographic September 2007: "Tales From the Bog" Archiválva 2008. április 10-i dátummal a Wayback Machine-ben (angolul)
- Portrait des Mädchen im Frauenlexikon des Instituts für Niederländische Geschichte (angolul)

Koordináták: é. sz. 53° 09′ 07″, ny. h. 6° 58′ 05″53.151944°N 6.968056°W